# 橋本康
橋本 康（はしもと やすし、1936年5月29日 - ）は、日本の農業工学者。学位は、農学博士（東京大学）。愛媛大学名誉教授。日本学術会議会員、デューク大学客員教授、国際自動制御連盟（IFAC）理事、日本農業工学会長、日本生物環境調節学会長、日本植物工場学会長、農業情報学会長などを歴任。専門は植物生体計測学、植物環境調節学、太陽光植物工場のシステム制御工学。

## 来歴

### 生い立ち
栃木県立宇都宮高等学校を経て東京大学に入学し、同農学部農業工学科に進んで農業機械学を学んだ。1962年に同大学を卒業、東京大学大学院数物系研究科修士課程、さらに同大学院農学系研究科博士課程に進学した。そして、生物環境調節学講座を専攻し、杉二郎教授に師事した。同博士課程修了と同時に、当該分野では東京大学に次いで全国で2番目に新設された愛媛大学農学部農業工学科 農業環境工学講座(船田周教授)の助教授に採用された。また、1962年に創設された｢日本生物環境調節学会｣の杉会長、船田総務理事のもとで、当該分野の研究を推進し、その発展に尽力した。

### 研究活動
恩師・杉二郎は、生物学領域と工学領域に跨る｢学際｣の重要性を認識し、｢俯瞰的領域のイノーヴェーション｣を目指し、東京大学退官後は、日本学術振興会(JSPS)の初代常務理事として、現在のJSPSの枠組みを構築した。その直接指導により研究活動を行なった為、同工学部、理学部の関連学術の嚆矢となる諸研究室に派遣され、各分野の最先端の知識と学際的な研究の重要性を学んだ。
学会活動は多岐にわたり、｢日本生物環境調節学会｣は元より、｢日本農業工学会｣、｢日本植物工場学会｣、｢農業情報学会｣などの会長を務めた。また、｢計測自動制御学会｣の調査･研究委員会や国際自動制御連盟(IFAC：International Federation of Automatic Control)委員会等の委員長等を歴任した(1970年~2005年)。さらに、日本学術会議の改革に整合させ、学術的基礎に重点を置く｢日本生物環境調節学会｣と,その応用に重点を置く｢日本植物工場学会｣の合併を主導し、｢日本生物環境工学会｣の創設(2007年)に尽力した。そして、当分野の活動の拡大に貢献している。
特に、生物環境調節に関わる科学は、｢栽培生理の計測｣、｢栽培プロセスのシステム制御｣等、｢生物学｣と｢自動制御工学｣を融合した俯瞰的研究に発展し、永らく繁栄してきた北欧における｢グリーンハウス・ホーチカルチャー｣も、1970年末頃以降押し寄せたコンピュータ・エイジの荒波で、従来からの学術秩序に変革をもたらした。そして、最近では、この分野でも｢学際｣化の重要性が、ある種の危機感を伴って、認識され始めている。国際学会の動きとしては、従来からの国際園芸学会(ISHS：Inter- national Society for Horticulture Science)が、巨大なグリーンハウスの新時代のコンピュータ制御に手を打つべくIFAC(International Federation of Automatic Control)との学術交流に動いている。
このような時代の流れの中で、恩師・杉二郎および船田周(連合大学院を実現し、初代東京農工大学連合農学研究科専任教授に就任)の先鋒隊として、1983年に、植物生体計測の分野で、当時、世界をリードしていた米国ノースカロライナ州ダーラム市のデューク大学理学部(ファイトトロン)に、客員教授として招かれ、生物環境調節分野の学際的研究を推進した。今日、太陽光植物工場として期待される園芸生産システムは、(1)植物生体計測応用(SPA：Speaking Plant Approach)と(2)栽培プロセスのインテリジェント制御を2つの大きな柱としている。約30年前に北欧で注目されたSPAは、デューク大学の先進的な生物計測と融合し、ワーゲニンゲン大学の生物学の巨匠P. Gaastra教授が形而上的に掲げたコンセプトを、橋本が具体化し、プライオリティーを認められたものである。生物学とシステム制御学に跨る新しいコンセプト、SPAは、園芸学(生物学)と工学を俯瞰的に追及するキーワードであり、ワーゲニンゲン大学の研究者らと協力して、このSPAを錦の御旗に、IFACにおいて、1990年に活動拠点となる国際技術委員会(Technical Committee on Agricultural Control)の構築を実現した。その後、このTCは農業関係の栽培や収穫、貯蔵等の重要なプロセスのシステム制御、さらにはバイオロボティクス等々に大きな成果を挙げている。そして、1990年にTCを立ち上げて以降、そのチェアマンに就任し、以降、順次、TB(技術評議会委員)、Council(最高決議機関の理事会委員)等々、2005年の引退まで、15年間この分野の学術振興に主導的立場で関わった。なお、IFACには、日本学術会議が1971年に加盟(国会承認)、初代理事は兼重寛九郎東大名誉教授、第4代理事椹木義一京都大学名誉教授はIFAC会長に就任し、1981年に京都で第8回世界大会(ワールド・コングレス)を開催し、日本の工学水準を世界に示した。その後、古田勝久理事(現東京電機大学長)の後を受け、日本から第12代目の理事に就任した。
2010年以降、原点に立ち返るかのように、30年ぶりに愛媛大学とワーゲニンゲン大学が国際学術交流を再開し、第2世代のSPAの研究が行なわれている。太陽光植物工場への更なる貢献を目指しているが、SPA実装による成果の一部は、北欧に較べて遅れている日本の施設園芸(簡易型植物工場)を近代化し、革新をもたらすと期待される。

### 公的活動
文部科学省学術審議会の専門委員や、大学評価・学位授与機構の研究評価専門委員などを務めた。特に、2002年、大学評価・学位授与機構の研究評価委員会において、情報化時代への対応を目指して、農業工学分野に、農業土木学、農業機械学、生物環境調節・農業気象学の従来の3分野に、新たに情報工学を加えることを実現し、農業工学分野が一層活性化するトリガーを与えた。また、2000年に、日本学術会議会員に選出された。2003年からの第19期においては、組織制度常置委員会委員として、学術会議の大改革に貢献した。さらに、2004年6月に同会議主催のシンポジウム｢大都市の未来のために｣においてはセッション2の基調講演｢大都市の生活を幸せに｣を報告し、他方、｢太陽光植物工場｣は、世界の趨勢と異なり、日本では遅れているが、国益の為に取り上げるべきとの、日本初の公的報告書(対外報告書)を日本学術会議から発信した。

## 科学的知識の普及･啓蒙へ
農業工学は農業分野における工学基盤、すなわち、農業土木、農業機械、生物環境調節学と順次歴史的発展を遂げてきた。現在、太陽光植物工場にみられるメガスケールの先端的な巨大栽培システムが出現し、各個別技術からシステム化・情報化へ大きく展開し、栽培に関わる生物学を包含した工学と生物学との俯瞰的学術振興の必要性に迫られ、国際化が不可欠になっている。
工学面では,対象を限定するより、幅広いシステム制御へ、即ちシステム科学志向へ、他方、栽培面では、情報化時代の今日、時間軸が長い測定に基づくより、各種センサによる計測データをリアルタイムで活用するSPA(Speaking Plant Approach)を前段とする、コンピュータによる栽培プロセスのインテリジェントシステム制御へと,イノーヴェーションを遂げつつある。
西欧では、従来からの国際園芸学会(ISHS)と国際自動制御連盟(IFAC)が協力し、この俯瞰的学術分野の振興を図っているが、日本では、その協力体制が未だ機能しているとは云えない。IFACの第8回世界大会の会長を務めた故椹木義一京大名誉教授は、｢制御工学からシステム科学へ｣と概念を拡張し、以後、医用、生物、社会科学の関連学術振興に大きな流れを構築した。物造り世界一を目指した先人の偉業を偲び、生物生産分野である農業も、生物学とシステム科学の俯瞰的視点で、今後の食料問題の解決に向け、関係分野の学術振興を図り、各界、各層の科学者とのオープンな論議が必要であると、橋本は長年主張し続けている。

## 略歴
- 1962年 東京大学農学部卒業
- 1964年 東京大学大学院数物系研究科修士課程修了
- 1967年 東京大学大学院農学系研究科博士課程単位取得退学
- 1967年 愛媛大学助教授農学部に採用
- 1973年 農学博士(東京大学)取得。論文の題は"生物環境制御面からみたファイトトロンの温度特性"
- 1978年 日本学術振興会特定国派遣(ブラジル：科学アカデミー)

環境庁国立公害研究所客員研究員に併任
- 1979年 日本生物環境調節学会理事

日本学術振興会特定国派遣（ワーゲニンゲン大学）
- 1983年 文部省在外研究員(米国デューク大学理学部客員教授)
- 1984年 文部省学術審議会専門委員
- 1984年 日本学術会議研究連絡委員会委員｢13-15期(6部・農業環境工学)、16-17期(5部・自動制御)｣
- 1985年 愛媛大学教授(農学部)

日米セミナ(JSPS & NSF)「植物生体計測」、開催責任者
日本学術振興会特定国派遣 (英国: Royal Society of London)
- 1988年 (社)計測自動制御学会理事
- 1990年 IFAC-TC(on Agricultural Control)委員長
- 1991年 IFAC-TC-1st Workshop on Mathematical and Control Applications In Agriculture and Horticultuire. 開催責任者
- 1993年 (社)計測自動制御学会フェロー

日本学術振興会特定国派遣(ルーヴァン・カトリック大学)
- 1995年 IFAC-TB(技術評議会委員)、Coordinating Committee委員長を兼務
- 1996年 日本植物工場学会会長
- 1997年 日本農業工学会会長

日本学術振興会特定国派遣(ドイツ：学術振興会)
科学技術会議政策委員会研究評価小委員会委員
- 1998年 農業情報利用研究会会長

CIGR第13回世界大会(モロッコ・ラバト)で名誉副会長
日本学術振興会特別研究員等審査会専門委員
- 2000年 日本学術会議会員(第18期第6部)

千葉大学大学院外部評価委員
- 2001年 日本生物環境調節学会会長
- 2002年 愛媛大学名誉教授

東京農業大学客員教授(～2007年)
IFAC世界大会(バルセロナ)でIFAC理事に就任
大学評価機構･研究評価専門委員
農業情報学会会長就任(名称変更)
筑波大学農林工学系外部評価委員長
- 2003年 日本学術会議第19期会員･農業環境工学研連委員長
- 2005年 IFAC世界大会(プラハ)でIFAC理事を退任

農業情報学会名誉会長･名誉会員
日本学術会議連携会員
- 2006年 日本生物環境調節学会名誉会長
- 2007年 日本生物環境工学会名誉会長(生物環境調節・植物工場が合併)
- 2009年 日本農業工学会(創立25年大会)名誉顧問
- 2011年 日本学術会議連携会員(2017年9月30日まで)

## 賞歴
- 1979年 日本生物環境調節学会賞
- 1990年 日本植物工場学会学術賞
- 1998年 日本植物工場学会功績賞
- 2000年 CIGR-Outstanding-Contribution-Award
- 2004年 農業情報学会学術賞

日本農学賞
読売農学賞
日本農業工学会功績賞
- 2005年 IFAC世界大会(プラハ)OSA顕彰

農業情報学会功績賞、名誉会員
日本生物環境調節学会功績賞、名誉会員
ASABE(米国農業工学会)国際賞
- 2012年 日本生物環境工学会特別功績賞、名誉会員
- 2014年 日本農業工学会賞 第1回受賞「国際学術の振興」
- 2015年 日本生物環境工学会特別国際学術賞
- 2016年 瑞宝中綬章[19]

## 著作

### 単著
- 橋本 康 ｢植物環境制御入門｣1987年､オーム社
- Hashimoto, Y. ｢Recent strategies of optimal growth regulation by the speaking plant concept｣1989年, Acta Horticulturae, 260:115~121
- 橋本 康 ｢バイオシステムにおける計測・情報科学｣1990年, 養賢堂

### 共著(分担)
- 橋本 康 ｢生物環境調節ハンドブック｣, 1973年, 東大出版会
- 橋本 康 ｢農業環境調節工学｣, 1985年, 朝倉書店
- 橋本 康 ｢センサハンドブック｣, 1986年, 培風館
- 橋本 康 ｢ハイテク農業ハンドブック｣, 1992年, 東海大学出版会
- 橋本 康 ｢植物種苗工場｣, 1993年, 川島書店
- 橋本 康 ｢農業におけるシステム制御｣, 2002年, コロナ社
- 橋本 康 ｢農業･農学の展望｣, 2004年, 東京農大出版会
- 橋本 康 ｢新農業環境工学｣, 2004年, 養賢堂
- 橋本 康 ｢新農業情報工学｣, 2004年, 養賢堂
- 橋本 康 ｢技術者倫理｣, 2006年, 農文協
- Hashimoto, Y. ｢CIGR Handbook, Vol.6｣, 2006年, ASABE
- 橋本 康 ｢日本農学80年史(日本農学会編)｣, 2009年, 養賢堂

### 編纂
- 橋本 康ほか編集 ｢ライフサイエンスを測るｰ超音波､画像､光計測入門―｣1983年, オーム社
- 橋本 康編集 ｢農学･生物系のための電気電子計測, 1987年, オーム社
- 橋本 康編集 ｢植物生産における計測･制御･情報｣, 1989年, 計測自動制御学会
- Hashimoto, Y., et al. ｢Measurement Techniques in Plant Science｣,1990年, Academic Press
- 橋本 康編集 ｢グリーンハウス・オートメイション｣, 1992年, 養賢堂
- Hashimoto, Y., et al. ｢The Computerized Greenhouse｣, 1993年, Academic Press
- 橋本 康他編集 ｢新版生物環境調節ハンドブック｣, 1995年, 養賢堂
- 橋本 康他編集 ｢インテリジェント農業｣, 1996年, 工業調査会
- 橋本 康他編集 ｢太陽光植物工場の新展開｣, 2012年, 養賢堂

### 翻訳
- Kramer, P.J. ｢水環境と植物｣田崎忠良､石原 邦､倉石 晋､橋本 康(代表)共訳 養賢堂, 1985年

## 関連事項
- 橋本 康:植物工場の萌芽､停滞､新展開, 学術の動向, 2012年(5), pp58-61
- 国際自動制御連盟｢IFAC｣:国際学術団体及び国際学術協力事業､日本学術会議国際協力常置委員会2004年度報告書, pp172-178